# Škoda 13T
Škoda 13T je česká nízkopodlažní tramvaj vyráběná firmou Škoda Transportation. Byla vyvinuta pro Brno, vychází však z typu 14T zkonstruovaného pro Prahu. Od svého předchůdce se odlišuje jenom v určitých drobnostech. Design tramvaje navrhla firma Porsche Design Group, dceřiná společnost automobilky Porsche. Stejně jako pro 14T, začal i pro vozy 13T výrobce používat na jaře 2008 obchodní název Elektra.

## Konstrukce

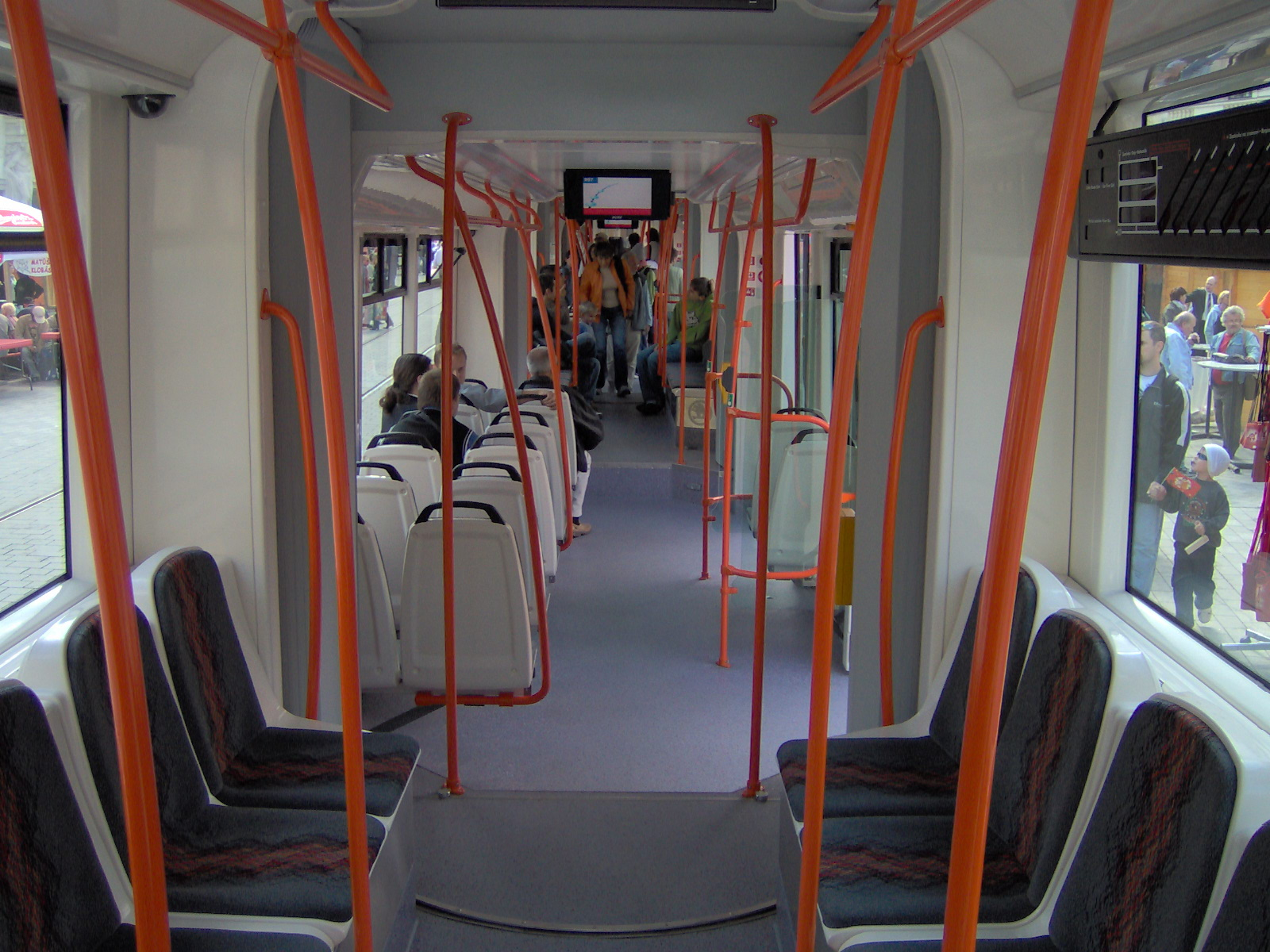
Interiér vozu 13T

13T je jednosměrný šestinápravový motorový a částečně nízkopodlažní tramvajový vůz. Skládá se z pěti článků, které jsou navzájem spojeny klouby a krycími měchy. Nízkopodlažní jsou druhý a čtvrtý článek, které jsou zavěšeny mezi okolní články. Neotočné hnací podvozky se nacházejí pod krajními články a prostředním článkem.
Pro vstup a výstup cestujících slouží šestery předsuvné dveře na pravé straně vozové skříně. Nízkopodlažní články mají po dvou dvoukřídlých dveřích, krajní články pak vždy jedny jednokřídlé. Na rozdíl od pražské verze tramvaje (14T) první dveře nevedou do kabiny řidiče, ale do prostoru pro cestující. Dalším rozdílem je obrácená polarita elektrické výzbroje (v Brně je záporný pól v troleji a kladný pól v kolejnici).
Vozy jsou vybaveny digitálními informačními panely. V interiéru se pak nachází další dva oboustranné LCD displeje od firmy BUSE, které jsou určeny pro informace o trase a pro reklamu. Kabina řidiče je plně klimatizována; nachází se zde také dva monitory kamerového systému (4 kamery snímají vnějšek vozidla, 4 vnitřek).
Od vozu č. 1920 (dodávky na přelomu let 2010 a 2011 a na jaře 2011) mají tramvaje 13T kvůli nedostatečnému prostoru pro průchod cestujících odlišný interiér v lichých článcích. Sedačky pro cestující zde již nejsou uspořádány podélně s uličkou uprostřed (jako tomu je u prvních 19 vozů i pražských tramvají 14T), nýbrž jsou rozmístěny v klasickém příčném uspořádání. Vlevo se nachází vždy dvě sedadla, vpravo lavice se šířkou jednoho a půl sedadla.
Tramvaje z roku 2016 (podtyp 13T6) mají rovněž oproti starším vozům několik modifikací. V interiéru přibyl mezi vysokými a nízkými články jeden schodek a klouby z vnitřní strany již nejsou kryty návalkami, ale měchy. Rovněž byl doplněn systém samočinného zavírání dveří. Vnitřní LCD panely nově dodala firma Bustec namísto dříve používaných panelů od firmy BUSE. Tramvaje naopak již nejsou osazovány informačními panely na vnitřní straně vnějších informačních panelů. V exteriéru nově přibyla LED světla pro denní svícení a vnější panely od firmy BUSE jsou nyní v technologii LED.
15. listopadu 2017 byl na všech vozech spuštěn systém automatického zavírání dveří. Na vozech 13T6 z roku 2016 byl systém plně funkční již z výroby. Starší vozy byly sice optickou závorou vybaveny, ale pro její zprovoznění musely být provedeny drobné úpravy včetně úpravy softwaru.
Od roku 2021 začaly první vozy procházet takzvanou velkou prohlídkou v ústředních dílnách a během nich prošly vozy několika úpravami. Mezi vysokými a nízkými články byl doplněn schodek navíc stejně jako tomu je u vozů 13T6. Vozy dále získaly nové červené čalounění sedaček a celý vůz dostal nátěr schématu „drak“, jako je tomu u vozů EVO2. Dveřní výstraha byla osazena LED červeným diodovým světlem namísto původního oranžového. Jako první tyto úpravy podstoupil vůz 1902 a následovalo několik dalších vozů.

## Technické parametry
- Polarita napájení: - pól pantograf, + pól kolejnice
- Spřáhla: skládací, pražský typ (standard), lze montovat i hlavici Sécheron

## Dodávky tramvají
V letech 2007 až 2016 bylo vyrobeno 49 vozů v sedmi sériích.
| Současný stát | Město | Článek | Typ  | Roky dodávek | Počet vozů | Evidenční čísla při dodání | Poznámky  | Zdroj |
| ------------- | ----- | ------ | ---- | ------------ | ---------- | -------------------------- | --------- | ----- |
| Česko         | Brno  | článek | 13T0 | 2007         | 2          | 1901, 1902                 | prototypy | [ 4 ] |
| Česko         | Brno  | článek | 13T1 | 2008         | 4          | 1903–1906                  |           | [ 4 ] |
| Česko         | Brno  | článek | 13T2 | 2009         | 4          | 1907–1910                  |           | [ 4 ] |
| Česko         | Brno  | článek | 13T3 | 2009         | 5          | 1911–1915                  |           | [ 4 ] |
| Česko         | Brno  | článek | 13T4 | 2009         | 4          | 1916–1919                  |           | [ 4 ] |
| Česko         | Brno  | článek | 13T5 | 2010–2011    | 10         | 1920–1929                  |           | [ 4 ] |
| Česko         | Brno  | článek | 13T6 | 2016         | 20         | 1930–1949                  |           | [ 4 ] |

## Pojmenování

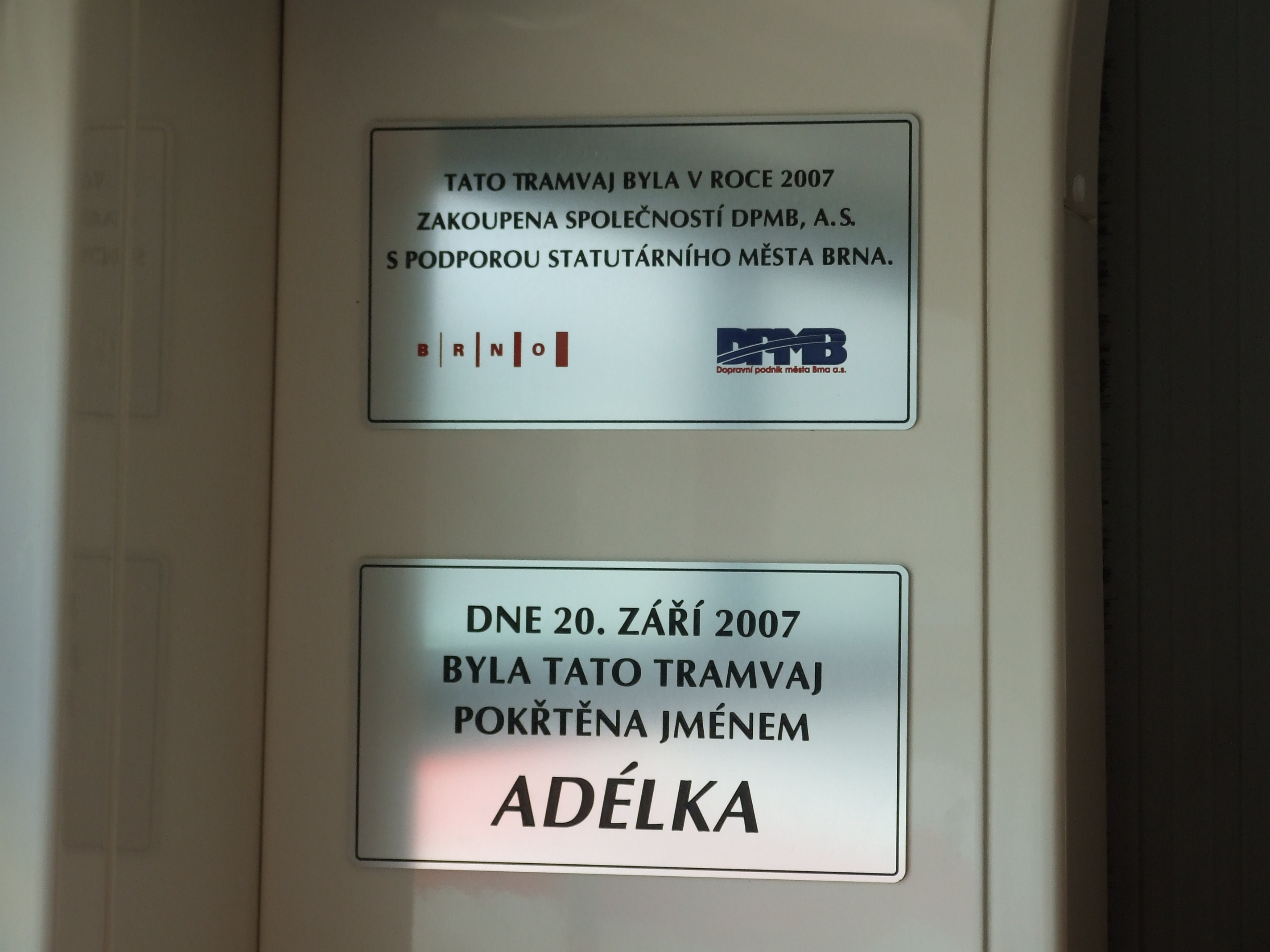
Štítek se jménem tramvaje v interiéru Adélky

U brněnských tramvají 13T bylo zavedeno pojmenování každého vozu, které odkazuje na jména parních tramvajových lokomotiv používaných v Brně na konci 19. století (např. známá Caroline, nyní muzejní exponát Technického muzea). Vozy nulté až páté série jsou pojmenovávány ženskými, zdrobnělými jmény podle abecedy (např. vůz č. 1901 Adélka, č. 1902 Barborka, atd.). Vozy šesté série jsou pak pojmenovávány po významných brněnských osobnostech (např. vůz č. 1930 Bohuslav Fuchs).